# Watertown (Massachusetts)
Watertown város az USA Massachusetts államában. Lakosainak száma 35 329 fő (2020. április 1.). A helység Boston elővárosa a Charles folyó partján.

## Népesség
A település népességének változása:

| 2010 | 31 915 |
| 2020 | 35 329 |